# بيل كرامر
بيل كرامر (بالإنجليزية: Bill Kramer)‏ هو محامي وشخصية أعمال وسياسي أمريكي، ولد في 21 يناير 1965 في وكيشا في الولايات المتحدة. حزبياً، نشط في الحزب الجمهوري. وقد انتخب عضو جمعية ولاية ويسكونسن.